# 加特林机枪

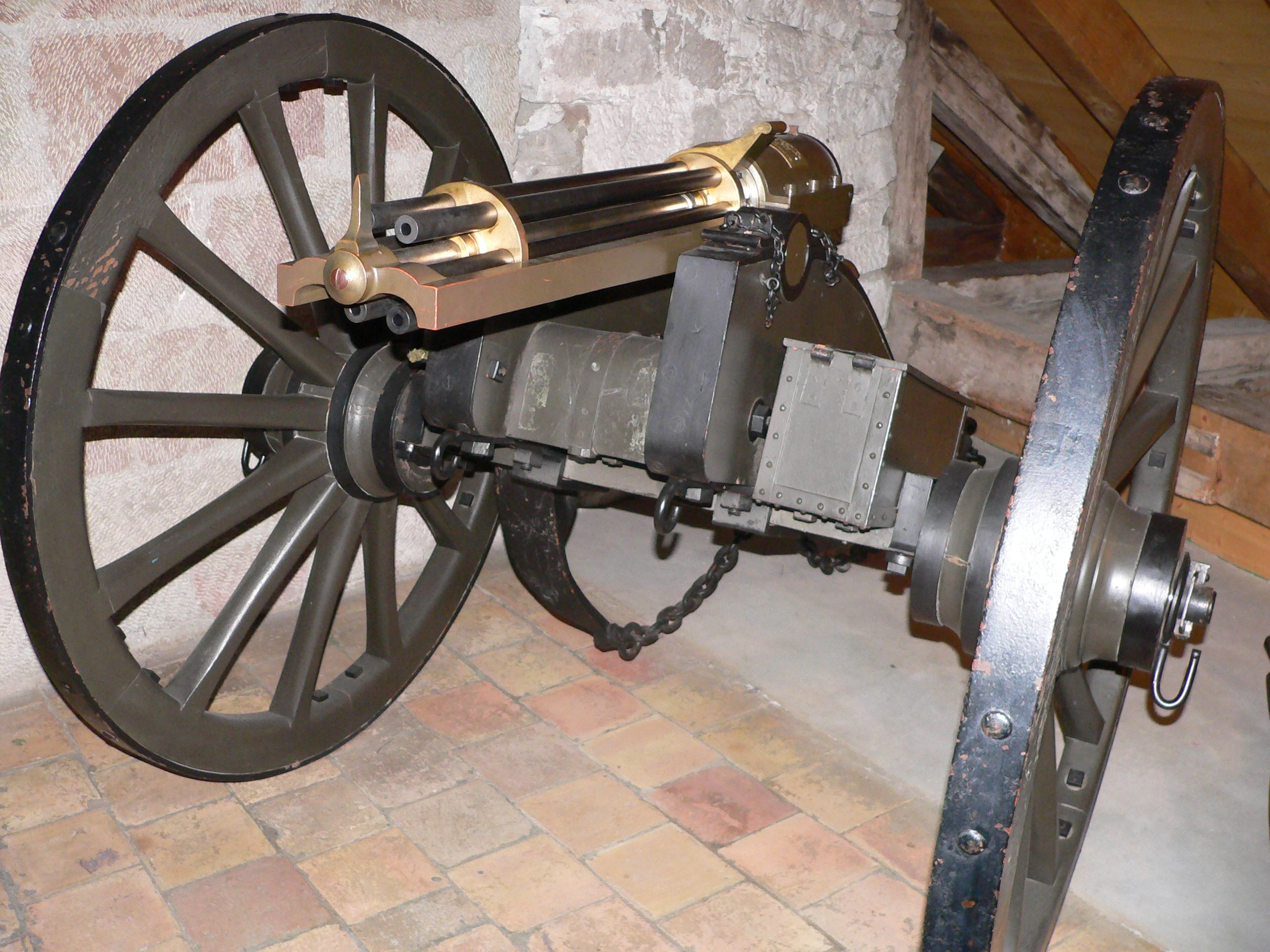
1865年的加特林机枪

加特林机枪／機砲（英語：Gatling gun），或譯格林機槍／機砲、蓋特林機槍／機砲，是美国人理查·加特林发明的一种早期机枪，是世界上第一種具有實戰價值的機槍；在問世之初就擁有每分鐘600-900發的致命射速，于1862年取得专利。首次使用于美国南北战争，在北美印第安戰爭及19世紀末美西戰爭中大量使用。該型機槍也是清軍及日軍最早裝備的機槍種類，當時稱為“格林快炮”。使用.30-03春田步枪弹和.30-06春田步槍彈等彈藥。

## 設計及原理

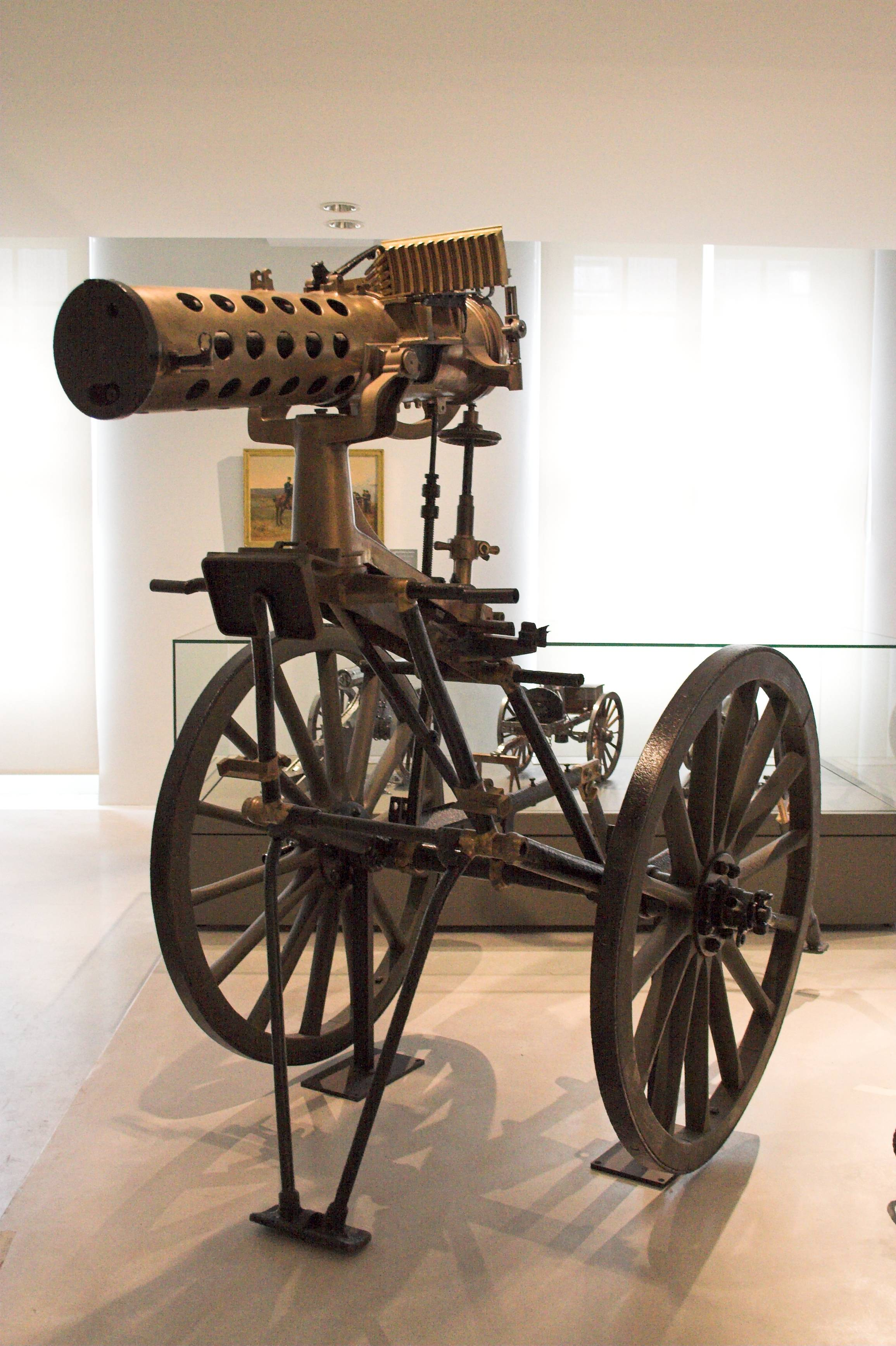
1895加特林机枪

初期的加特林机枪结构较为简单，使用手摇转柄使得枪管组沿着顺时针方向旋转，每根枪管转到“12点钟”位置时从顶部倒插的弹匣接收一发子弹，然后旋转到“4点钟”击发，之后在底部左侧将空弹壳排出，然后空转回顶部去接收新的子弹。这种多管依次运作的设计将运作步骤分散开，有利于提高射速和枪管散热，在回转一周的过程中，每根枪管相应的枪机在和枪管一起旋转的旋转体导槽内作往复直线运动，完成输弹入膛、闭锁、击发、开锁、抽壳等动作。
由于初期加特林机枪为手摇驱动，而战场的紧张气氛会使射手过度紧张或兴奋，会导致手摇速度不稳定而造成机枪卡壳或炸膛，从而被更稳定的马克沁机枪所取代。直到二战之后，开始出现不依赖手动驱动的全自动式旋管武器，使得加特林式机枪得以复兴。改进后的加特林式武器的旋转能源来自于电动机（外力）或弹药气体压力（内力），外力方式多为西方国家军队使用，内力方式多为當時以前苏联为首的东方集团国家军队使用。

## 使用國
- 奥匈帝国
- 加拿大
- 智利
- 大清
- 法蘭西第二帝國
- 法兰西第三共和国
- 大日本帝国
- 朝鮮國
- 大韓帝國
- 秘魯
- 俄罗斯帝国
- 暹羅
- 英國
- 美国

## 現代衍生型號

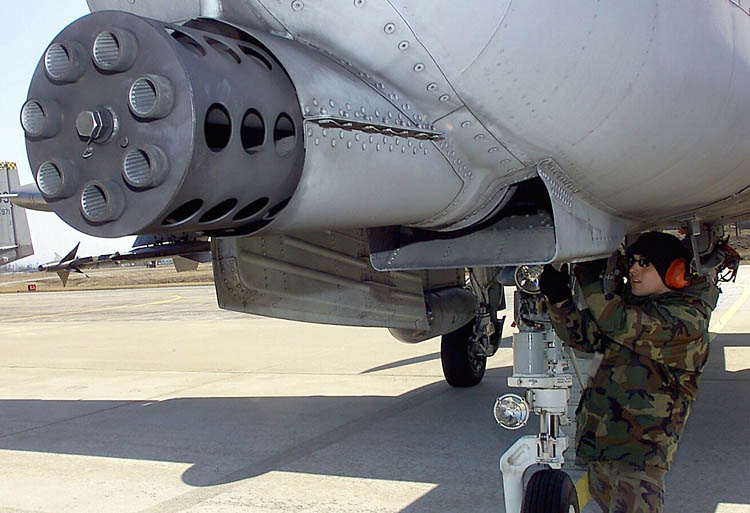
A-10雷霆二式攻擊機上的30毫米GAU-8多管機砲

近代的加特林机枪以电动机運作，並常見於戰鬥機及攻擊機等軍用飛機上，口徑亦比早期版本為大，最大射速普遍能達到3,000發/分鐘。而「加特林机枪」這個名詞也變成了採用加特林原理運作的多管機槍及機砲的稱呼。而近迫武器系統，則是由電腦全自動操作的加特林機砲，用於防禦低空高速目標。
代表型號：
- 美国
  - M61型20毫米"火神"6管機炮（1959年），美軍戰機主航炮
  - M134型7.62毫米口徑“迷你炮”6管機槍（1963年，空軍編號GAU-2，海軍編號Mk 25 Mod 0）常用作艙門機槍
  - XM214型5.56毫米口徑“微型炮”6管機槍（M134的縮小口徑版本，從沒有投產）
  - XM556微型炮（由美國空彈殼公司開發的5.56毫米口徑手攜式微型砲機槍，目前還沒有獲得任何國家採用）
  - GAU-19型12.7毫米口徑多管機槍，有3管或6管兩種版本。
  - M197型20毫米口徑機炮（1967年），M61型的輕量型，只有3管。
  - 方陣近迫武器系統，美軍使用的近程防禦武器系統（1977年）。
  - GAU-12型25毫米口徑“平衡者”機炮（1993年）。
  - GAU-8型30口徑“復仇者”機炮
- 苏联
  - ГШГ-7.62機槍（GShG-7.62），1960年代
  - ГШ-6-23機炮（GSh-6-23），蘇軍戰鬥機主航炮。
- 中华人民共和国
  - CS/LM12型，（2012年）中國人民解放軍使用的車載6管加特林機槍。
  - 730型，中國人民解放軍海軍軍艦使用的近程防禦武器系統。
  - 1130型，（2012年）730型的11管放大版本，裝備在遼寧號航空母艦上。

## 外部連結
- tri.army.mil-THE GATLING GUN